# Nati nel 2003/Ottobre
| Questa pagina contiene informazioni ricavate automaticamente dalle voci biografiche con l'ausilio del template Bio e di un bot. L'aggiornamento è periodico e automatico e ricostruisce completamente la pagina. Se manca una persona in questa lista, sei pregato di non aggiungerla, ma accertati piuttosto che la sua voce biografica contenga il template Bio e che i dati anagrafici siano correttamente compilati. Se il template Bio manca, inseriscilo tu stesso o, in alternativa, metti l'avviso {{tmp\|Bio}} che ne segnala la mancanza. Se i dati riportati sono sbagliati, correggi direttamente la voce biografica; le modifiche saranno visibili in questa lista entro pochi giorni. Per chiarimenti vedi il progetto biografie. La lista contiene solo le 144 persone che sono citate nell'enciclopedia e per le quali è stato implementato correttamente il template Bio. Pagina aggiornata al 18 ago 2025. |

- 1º ottobre - Marcelo Flores, calciatore messicano
- 1º ottobre - Franjo Ivanović, calciatore croato
- 1º ottobre - Imam Jagne, calciatore svedese
- 1º ottobre - Ilias Kamardine, cestista francese
- 1º ottobre - Weslley Patati, calciatore brasiliano
- 2 ottobre - Mario García Alvear, calciatore spagnolo
- 2 ottobre - Ričards Kļanskis, cestista lettone
- 2 ottobre - Zane Maloney, pilota automobilistico barbadiano
- 2 ottobre - Sanija Ozoliņa, ex slittinista lettone
- 2 ottobre - Marin Petkov, calciatore bulgaro
- 2 ottobre - Oscar Vilhelmsson, calciatore svedese
- 3 ottobre - Victor Bak Jensen, calciatore danese
- 3 ottobre - Vicki Becho, calciatrice francese
- 3 ottobre - Jackline Chepkoech, siepista keniota
- 3 ottobre - Callum Doyle, calciatore inglese
- 3 ottobre - Abbosbek Fayzullayev, calciatore uzbeko
- 3 ottobre - Lisa Hirner, combinatista nordica e ex saltatrice con gli sci austriaca
- 3 ottobre - Jill Janssens, calciatrice belga
- 3 ottobre - Édier Ocampo, calciatore colombiano
- 4 ottobre - Emmanuel Echeverría, calciatore messicano
- 4 ottobre - Samuel Iling-Junior, calciatore inglese
- 4 ottobre - Luciano Valente, calciatore olandese
- 5 ottobre - Eden Golan, cantante israeliana
- 5 ottobre - Jaden Michael, attore statunitense
- 5 ottobre - Hussein Hasan, calciatore iracheno
- 6 ottobre - Yasin Ayari, calciatore svedese
- 6 ottobre - Ümit Akdağ, calciatore rumeno
- 6 ottobre - Xavier Dziekoński, calciatore polacco
- 6 ottobre - Ariel Nassee, nuotatrice artistica israeliana
- 6 ottobre - Tim Oermann, calciatore tedesco
- 7 ottobre - Sebastián Aranda, calciatore peruviano
- 7 ottobre - Mary Bocock, sciatrice alpina statunitense
- 7 ottobre - Li Shijia, ginnasta cinese
- 8 ottobre - Ángela Aguilar, cantante messicana
- 8 ottobre - Alexsander Christian Gomes da Costa, calciatore brasiliano
- 8 ottobre - Soungoutou Magassa, calciatore francese
- 8 ottobre - Jeremía Recoba, calciatore uruguaiano
- 8 ottobre - Marios Tzavidas, ex calciatore greco
- 9 ottobre - Francesco Casalini, tuffatore italiano
- 9 ottobre - Nikola Mitić, giocatore di football americano serbo
- 9 ottobre - Kenny Mixtur, calciatore francese
- 9 ottobre - Dániel Németh, calciatore ungherese
- 9 ottobre - Stefan Obradović, calciatore serbo
- 9 ottobre - Stefano Pinsone, canottiere italiano
- 10 ottobre - Judith Calvo Requena, nuotatrice artistica spagnola
- 10 ottobre - Alessandro Circati, calciatore italiano
- 10 ottobre - Kajally Drammeh, calciatore gambiano
- 10 ottobre - Rogers Mato, calciatore ugandese
- 10 ottobre - Guy Mollo Bessala, calciatore camerunese
- 10 ottobre - Isma Mugulusi, calciatore ugandese
- 10 ottobre - Mbaye Jacques Ndiaye, calciatore senegalese
- 10 ottobre - Tat'jana Prozorova, tennista russa
- 10 ottobre - Stalin Valencia, calciatore ecuadoriano
- 11 ottobre - Tawanda Chirewa, calciatore inglese
- 11 ottobre - Justin Devenny, calciatore nordirlandese
- 11 ottobre - Luca Mihai, calciatore rumeno
- 11 ottobre - Robert Renan, calciatore brasiliano
- 11 ottobre - Anna Smrek, pallavolista canadese
- 12 ottobre - Thea Emilie Benth Jellum, sciatrice alpina norvegese
- 12 ottobre - Ivan Onojaife, cestista italiano
- 12 ottobre - James Pearce Jr., giocatore di football americano statunitense
- 12 ottobre - Rabiou Sankamao, calciatore beninese
- 13 ottobre - Korbin Albert, calciatrice statunitense
- 13 ottobre - Martyna Czyrniańska, pallavolista polacca
- 13 ottobre - Laurina Fazer, calciatrice francese
- 14 ottobre - Elie Bacari, ostacolista belga
- 14 ottobre - Soumaïla Coulibaly, calciatore francese
- 14 ottobre - Cade Cowell, calciatore statunitense
- 14 ottobre - Walter Nolen, giocatore di football americano statunitense
- 14 ottobre - Wilfredo Rivera, calciatore portoricano
- 15 ottobre - Dylan Borge, calciatore gibilterriano
- 15 ottobre - Emircan Gürlük, calciatore turco
- 15 ottobre - Chris Livingston, cestista statunitense
- 15 ottobre - Andrew Moran, calciatore irlandese
- 15 ottobre - Valentin Nikolov, calciatore bulgaro
- 15 ottobre - Zalán Sárkány, nuotatore ungherese
- 16 ottobre - Argyrīs Darelas, calciatore greco
- 16 ottobre - Issa Doumbia, calciatore italiano
- 16 ottobre - Kacper Kozłowski, calciatore polacco
- 16 ottobre - Grae Morris, velista australiano
- 16 ottobre - Scott Ogden, pilota motociclistico britannico
- 16 ottobre - Sami Ouaissa, calciatore olandese
- 16 ottobre - Mohamed Sankoh, calciatore olandese
- 16 ottobre - Colby Simmons, ciclista su strada statunitense
- 16 ottobre - Alice Sombath, calciatrice francese
- 16 ottobre - Cherrion Valerius, calciatore olandese
- 17 ottobre - Patrickson Delgado, calciatore ecuadoriano
- 17 ottobre - Artur Felfner, giavellottista ucraino
- 17 ottobre - Charlie Patino, calciatore inglese
- 18 ottobre - Alejandro Balde, calciatore spagnolo
- 18 ottobre - Gabriel Knesowitsch, calciatore brasiliano
- 18 ottobre - Viktorija Onoprijenko, ginnasta ucraina
- 19 ottobre - Mateo Joseph, calciatore inglese
- 19 ottobre - Jesse Kramer, ciclista su strada e ciclocrossista olandese
- 20 ottobre - Carney Chukwuemeka, calciatore inglese
- 20 ottobre - Isaías Violante, calciatore messicano
- 20 ottobre - Yao Xinxin, tennista cinese
- 21 ottobre - Medon Berisha, calciatore albanese
- 21 ottobre - Matic Garbajs, combinatista nordico sloveno
- 21 ottobre - Gaia Girace, attrice e modella italiana
- 22 ottobre - Nicole Arcangeli, calciatrice italiana
- 22 ottobre - Charles Ondo, calciatore spagnolo
- 22 ottobre - Petter Nosakhare Dahl, calciatore norvegese
- 23 ottobre - Tommaso Fantoma, cestista italiano
- 23 ottobre - Johs Bråthen Herland, sciatore alpino norvegese
- 23 ottobre - Guga, calciatore portoghese
- 23 ottobre - Martin Sorakov, calciatore bulgaro
- 23 ottobre - Emma Wieser, sciatrice alpina tedesca
- 24 ottobre - Zeno Debast, calciatore belga
- 24 ottobre - Axel Källberg, ciclista su strada e pistard finlandese
- 24 ottobre - Lorenzo Malagrida, calciatore italiano
- 24 ottobre - Benjamín Schamine, calciatore argentino
- 24 ottobre - Dor Turgeman, calciatore israeliano
- 24 ottobre - Radek Vítek, calciatore ceco
- 25 ottobre - Ange-Yoan Bonny, calciatore francese
- 25 ottobre - Rimantė Jonušaitė, calciatrice lituana
- 25 ottobre - Lucas Kirnon, calciatore montserratiano
- 25 ottobre - Petar Sučić, calciatore bosniaco
- 26 ottobre - Blessing Afrifah, velocista israeliano
- 26 ottobre - Aidomo Emakhu, calciatore irlandese
- 26 ottobre - Carlos Ramos, tuffatore cubano
- 27 ottobre - Joshua Dürksen, pilota automobilistico paraguaiano
- 27 ottobre - Kenneth Grant, giocatore di football americano statunitense
- 27 ottobre - Joffrey Bazié, calciatore burkinabè
- 27 ottobre - Jenna Sheldon, ex sciatrice alpina statunitense
- 27 ottobre - Annika Sieff, saltatrice con gli sci e ex combinatista nordica italiana
- 28 ottobre - Hampus Ekstrand, pallavolista svedese
- 28 ottobre - Wassim Essanoussi, calciatore olandese
- 28 ottobre - Luka Stojković, calciatore croato
- 28 ottobre - Bambi, rapper polacca
- 29 ottobre - Ruslan Chajlov, calciatore russo
- 29 ottobre - Malthe Jakobsen, pilota automobilistico danese
- 29 ottobre - Quinshon Judkins, giocatore di football americano statunitense
- 30 ottobre - Thea Minyan Bjørseth, saltatrice con gli sci e ex combinatista nordica norvegese
- 30 ottobre - Alberto Bruttomesso, ciclista su strada italiano
- 30 ottobre - Omari Hutchinson, calciatore inglese
- 30 ottobre - Samuel Reardon, velocista britannico
- 30 ottobre - Antonio Satriano, calciatore italiano
- 30 ottobre - Brice Sensabaugh, cestista statunitense
- 30 ottobre - António Silva, calciatore portoghese
- 31 ottobre - Mateo Del Blanco, calciatore argentino
- 31 ottobre - Ibrahim Diakité, calciatore francese
- 31 ottobre - Ringo Miyajima, saltatrice con gli sci giapponese
- 31 ottobre - Shinnosuke Oka, ginnasta giapponese